# یی
یی یا هویی (به چینی: 后羿)، که گاهی نیز یی یی (夷 羿) نامیده می‌شود، امّا اغلب به صورت ساده شده همان یی یا یی کمانگیر خوانده می‌شود، یک کماندار افسانه‌ای در اسطوره‌های چینی محسوب می‌شود، که رهبر قوم دونگیی نیز بوده‌است. یی را گاهی اوقات با عنوان خدای تیراندازی خوانده‌اند و او را در حالی که تیر و کمان در دست دارد، به تصویر کشیده‌اند. در اساطیر چین وی به صورت کماندار بزرگی که برای یاری مردمان از آسمان نازل شده‌است، توصیف می‌کنند. امّا در عین حال، وی گاهی نیز به عنوان رئیس قبیله یوجیونگ (有 穷 氏) [یا همان قبیلهٔ دونگیی]، به‌شمار آورده می‌شود که در دوران سلطنت شاه تای کانگ از دودمان شیا زندگی می‌کرده‌است. در شکل اساطیری، همسر او، چانگ ای، ایزدبانوی ماه بود.

## افسانه
در سال‌های بسیار دور گذشته، به جای یک خورشید، ده خورشید در آسمان بود. شی‌هه، مادر این ده خورشید، همسر دی جون، ایزد شرق بود. او ده کودک خود را در برکه‌ای از آب داغ در دره تانگ واقع در دورترین نقطه شرق جهان شستشو می‌داد. آنگاه این ده خورشید که مغز هرکدام آن‌ها پرنده‌ای بود، به مانند پرندگان بر فراز درخت توت عظیمی استراحت می‌کردند.
از این خورشیدها، نه خورشید بر شاخه‌های پائینی درخت می‌نشستند، امّا یکی از این خورشیدها که هر شب به شکلی بود، بر شاخه‌های بالایی درخت می‌نشست. هنگامی که سپیده دمان در پرتو صبحگاهی فرامی رسید، خورشیدی که بر شاخه‌های بالایی درخت می‌نشست، سوار بر ارابه اش در آسمان پرتوافشانی می‌کرد. گاه این ارابه را اسبان می‌کشیدند و گاه اژدهایان کشیدن ارابه را عهده‌دار بودند. هر هفته ده روز داشت و هر روز از هفته، یکی از این خورشیدها بر آسمان پدیدار می‌گشت.
از آنجا که خورشیدها همه به مانند هم بودند و هر روز تنها یکی از آنها بر آسمان پدیدار می‌گشت، مردمی که به روی زمین زندگی می‌کردند نمی‌دانستند که بیش از یک خورشید وجود دارد. در آن هنگام، آدمیان و جانوران به مانند همسایگان و دوستان کنار هم زندگی می‌کردند. حیوانات فرزندان خود را در لانه رها می‌کردند و از آن هراسناک نبودند که جانوران بدان‌ها دستبرد زنند. آدمی اگر بنا به اتفاق بر سرماری پای می‌گذاشت، مار او را نمی‌گزید.
کودکان به هنگام بازی دُم پلنگ و ببر را می‌کشیدند و این حیوانات آن‌ها را آسیب نمی‌زدند و نمی‌کشتند. روزگار، روزگار فراوانی و وفور نعمت بود و خوراک حتی بیش از اندازهٔ کافی برای همه فراهم بود. آدمیان و جانوران می‌دانستند که دشوار نیست که نظری مساعد و درست به هم داشته باشند و هرکدام به مایملک دیگری احترام بگذارند.
باری، همه چیز خوب و عالی بود تا اینکه یک روز خورشیدها اندیشیدند که مایهٔ سرخوشی و مزاح خواهد بود که روزی همه همراه هم در آسمان پدیدار گردند. بدین گونه که با فرارسیدن سپیده دمان، هر ده خورشید در ارابه نشستند و بر فراز آسمان تابیدن گرفتند.
گرمای آتشین خورشیدها، زمین را سوزاند. جنگل‌ها آتش گرفتند و خاکستر شدند و بسیاری از جانوران مُردند. آن جانورانی هم که در آتش نسوخته بودند، گرداگرد انسان‌ها نعره می‌کشیدند و در تلاش نومیدانه برای جستجوی غذا، شریر و بدکار گشته بودند.
رودخانه‌ها و حتی دریاها خشکیدند. ماهی‌ها مُردند و حیوانات عظیم‌الجثهٔ آبی برای جستجوی غذا به سرزمین‌های خشک هجوم آوردند. بسا آدمیان و جانورانی که از تشنگی مردند. باغ‌ها و محصولات کشاورزی خشکیدند و ذخیرهٔ غذای آدمیان و جانوران اهلی به تندی پایان یافت. برخی آدمیان که سرپناه و خانه‌های خود را ترک گفته بودند از غایت گرما آتش گرفتند و سوختند و مُردند. برخی دیگر از آن‌ها، از آن رو که دیگر غذایی نمانده بود، خوراک جانوران وحشی گردیدند.
مردم نزد امپراتور خویش، یائو لابه کردند و از او یاری خواستند. یائو دی جون را واداشت که این وضعیت را درست کند. دی جون بی‌درنگ از یگانه کسی که می‌دانست می‌تواند عالم را نجات بخشد، یاری خواست. این شخص تیراندازی بزرگ به نام یی بود.
یی، این تیرانداز برگ از شهبانوی شرق اکسیر حیات گرفته بود و پیش از آنکه زنش به مابقی آن دستبُرد بزند، بخشی از آن را نوشیده بود. امپراتور از یی خواست که نه خورشید از ده خورشید را با تیرها و کمان خویش نشانه بگیرد و عالم را از تباهی نجات بخشد. نشانه‌گیری یی کمانگیر، دقیق و درست بود. وی یک به یک تیرها را به جانب خورشیدها انداخت و تیرها همه به هدف خوردند. نه خورشید نتوانستند از دم تیرهای یی جان سالم به در ببرند و یک به یک مُردند.
پرهای خورشیدها بر زمین ریخت و گرمایشان از دست رفت. زمین تیره‌تر و تیره‌تر گشت تا سرانجام تنها به اندازهٔ پرتو یک خورشید روشنایی آن باقی ماند. مردم در همه جا به آسمان خیره شدند و شادی کردند. اینک آن‌ها می‌توانستند همه چیز را دوباره و از نو آغاز کنند.